# 合志市立西合志中学校
合志市立西合志中学校（こうししりつ にしごうしちゅうがっこう）は、熊本県合志市にある公立中学校。

## 沿革
- 1947年4月22日 - 西合志村立西合志中学校開校。
- 1950年10月12日 - スプレー
- 1958年4月 - 再春荘分校、肥後学園分校設置
- 1959年4月1日 - プール竣工。
- 1966年10月1日 - 町制施行に伴い、西合志町立西合志中学校に改称。
- 1967年4月1日 - 再春荘分校、肥後学園分校を県立移管し、肥後学園分校は熊本県立菊池養護学校となり、再春荘分校は熊本県立菊池養護学校再春荘分校となる。
- 1980年4月1日 - 西合志南中学校が分離し開校。
- 2006年2月27日 - 合志市の発足に伴い、合志市立西合志中学校に改称。

## 通学区域
- 西合志第一小学校 通学区域
- 西合志中央小学校 通学区域

## 交通
- 熊本電気鉄道菊池線 御代志駅下車。

## 生徒会活動
1. 体育大会
2. アカシア祭

## 部活動
- 運動部
  - 野球部
  - サッカー部
  - バスケットボール部
  - バドミントン部
  - 男子バレーボール部
  - 女子バレーボール部
  - テニス部
  - 陸上部
  - 柔道部
  - 剣道部
- 文化部
  - 吹奏楽部